# لاري د. ويلش
لاري د. ويلش (بالإنجليزية: Larry D. Welch)‏ هو ضابط أمريكي، ولد في 9 يونيو 1934 في أوكلاهوما في الولايات المتحدة.

## وصلات خارجية
- لاري د. ويلش على موقع إن إن دي بي (الإنجليزية)